# Gnatholea biseburata
Gnatholea biseburata är en skalbaggsart som beskrevs av Mitono 1939. Gnatholea biseburata ingår i släktet Gnatholea och familjen långhorningar.
Artens utbredningsområde är Taiwan. Inga underarter finns listade i Catalogue of Life.